# Gare de Geispolsheim
Gare de Geispolsheim – stacja kolejowa w Geispolsheim, w departamencie Dolny Ren, w regionie Grand Est, we Francji.
Obecnie jest stacją Société nationale des chemins de fer français (SNCF), obsługiwaną przez pociągi TER Alsace.

## Położenie
Znajduje się na wysokości 145 m n.p.m., na 8,330 km Strasburg – Bazylea, pomiędzy stacjami Graffenstaden i Fegersheim - Lipsheim.

## Linia kolejowa
- Strasburg – Bazylea